# Elżbieta Kilińska-Apanowicz
Elżbieta Kilińska-Apanowicz (Kilińska, Kilińska-Ewertowska) – profesor doktor habilitowana sztuk muzycznych.
Uzyskała tytuł profesora sztuk muzycznych w dniu 28 lutego 1990 r. w specjalności metodyka wychowania muzycznego i rytmiki.
Sformułowała pierwszą definicję logorytmiki  w 1978 roku.

## Stanowiska
- Dziekan – Akademia Muzyczna im. Stanisława Moniuszki w Gdańsku; Wydział Dyrygentury Chóralnej, Edukacji Muzycznej i Rytmiki (1.10.1984 – 30.09.1990, 1.10.1996 – 30.09.2002)[3]
- Prodziekan – Akademia Muzyczna im. Stanisława Moniuszki w Gdańsku; Wydział Dyrygentury Chóralnej, Edukacji Muzycznej i Rytmiki (1.10.1978 – 30.09.1984)[3]
- Kierownik – Akademia Muzyczna im. Stanisława Moniuszki w Gdańsku; Zakład Problematyki Wychowania Muzycznego (8 XI 1978 – 30 IV 1985)

## Zatrudnienie historyczne[1]
- Szkoła Wyższa im. Pawła Włodkowica
- Akademia Muzyczna im. Stanisława Moniuszki w Gdańsku; Wydział Dyrygentury Chóralnej, Edukacji Muzycznej i Rytmiki; Katedra Edukacji Muzycznej i Rytmiki
- Akademia Muzyczna im. Feliksa Nowowiejskiego w Bydgoszczy; Wydział Dyrygentury Chóralnej i Edukacji Muzycznej
- Uniwersytet Warmińsko-Mazurski w Olsztynie; Wydział Pedagogiki i Wychowania Artystycznego; Katedra Muzyki
- Uniwersytet Gdański; Wydział Nauk Społecznych; Instytut Pedagogiki

## Wybrane publikacje
- Logorytmika, Wydawnictwo Uniwersytetu Marii Curie-Skłodowskiej Zakład Logopedii 1987
- Badania nad zastosowaniem ćwiczeń muzyczno‑ruchowych w rehabilitacji dzieci z zaburzeniami mowy. Gdańsk, Państwowa Wyższa Szkoła Muzyczna, Zakład Wydawnictw i Informacji Naukowej 1981[4]
- Możliwości wykorzystania metody E. J. Dalcroze'a, C. Orffa i Z. Kodálya w rewalidacji dzieci z zaburzeniami mowy Logopedia, Tom 14/15 (1983) s. 102–105[5]
- Badania nad zastosowaniem ćwiczeń muzyczno-ruchowych w rehabilitacji dzieci z zaburzeniami mowy, Gdańsk 1993[6]
- Ćwiczenia logorytmiczne, Gdańsk 1993[6]
- Badania nad zastosowaniem ćwiczeń muzyczno-ruchowych w rehabilitacji dzieci z zaburzeniami mowy, Gdańsk : Państwowa Wyższa Szkoła Muzyczna w Gdańsku. Zakład Wydawnictw i Informacji Naukowej 1981[7]